# 李阳冰
李阳冰，字少温，谯郡（治所在今安徽省亳州市境）人。祖籍赵郡（治所在今河北省赵县），出自赵郡李氏南祖，李白与之认亲认做族叔。

## 生平
约生于唐玄宗开元年间。初任缙云县县令。寶應元年（762年），為当涂县县令，李白往依之，病重不起，枕上授詩稿，十一月初十為李白的詩寫《草堂集序》，李白感激他，特作當涂李宰君畫讚，稱“縉雲飛聲，當涂政成”。歷國子監丞、集賢院學士，晚年為將作少監，韓愈稱之“李監”。

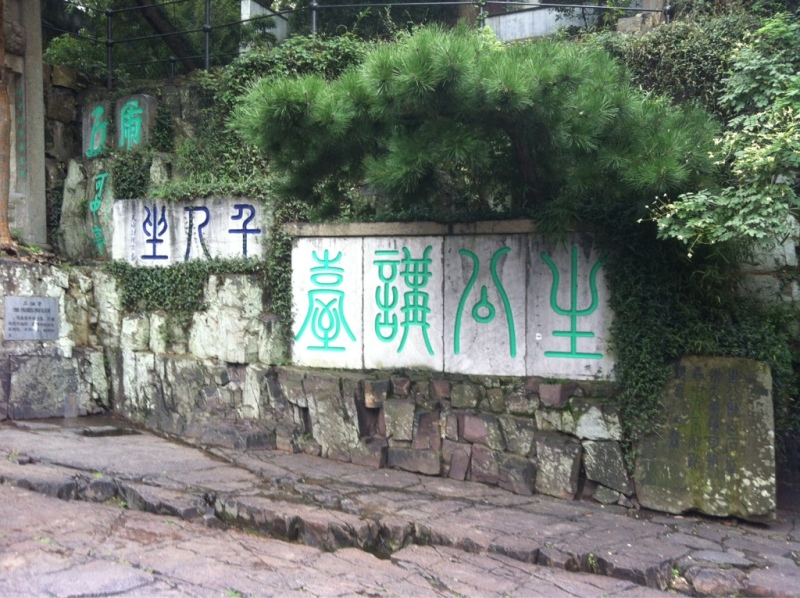
傳李陽冰書蘇州虎丘“生公講台”

李阳冰擅长篆书，得法於秦《嶧山刻石》，自诩“斯翁之后，直至小生，曹喜、蔡邕不足也。”，呂總《續書評》謂：“陽冰篆書，若古釵依物，力有萬鈞，李斯之後，一人而已。”《法书要录》一書引《述书赋》曰：“劲利豪爽，风行而集，识者谓之苍颉后身。”人称“笔虎”，后人多效法其篆书笔法。
现存碑刻作品稀少，如《怡亭铭》、《三坟记》、《般若台记》及《颜家庙碑额》等，《三墳記》為李陽冰代表作，筆劃從頭至尾粗細一致。《般若台题铭》于唐大历七年（772年）刻於福州会城乌石山上。康有为《广艺舟双楫》云：“篆书大者，惟有少温《般若台》，体近咫尺，骨气遒正，精采冲融，允为楷法。”